# Movimento HotSpot
O Movimento HotSpot é um prêmio cultural no Brasil, financiando pela Lei Rouanet, apoio do Sebrae e com patrocínio da Vale S.A. e Lojas Riachuelo, que visa revelar novos talentos em onze categorias: arquitetura, beleza(maquilhagem), cenografia, design, design gráfico, filme e vídeo, fotografia, ideia, ilustração, moda e música. O projeto foi criado em 2012 por Paulo Borges (produtor de eventos), empresário criador também do São Paulo Fashion Week, Fashion Rio e CEO da Luminosidade. A ideia original veio do Amni HotSpot, que entre 2001 e 2006, ajudou a alavancar as carreiras de estilistas como Samuel Cirnansck, Dudu Bertholini, Erika Ikezili, Fábia Bercsek e Wilson Ranieri. .

## Edição 2012/2013
A primeira edição do Movimento HotSpot teve suas inscrições abertas em março de 2012, recebendo 1642 inscrições. O cronograma do projeto consiste em quatro etapas: Scouting, Festivais, Tanque de Imersão e Final. Durante o Scouting, os curadores do projeto viajaram para 16 cidades (Porto Alegre, São Paulo, Salvador, Belo Horizonte, Manaus, Natal, Recife, Belém, Goiânia, Cuiabá, Curitiba, Campo Grande, São Luís, Fortaleza, Vitória e Rio de Janeiro) para a realização de palestras a respeito de inovação e criatividade para a divulgação das inscrições.
Após o Scouting, foram escolhidos 303 projetos que participaram da etapa de Festivais, que consistiu em nove exposições itinerantes com todos os projetos em algumas capitais brasileiras. 
- 03/04 Brasília (DF)
- 26/04 Porto Alegre (RS)
- 17/05 Vitória (ES)
- 24/05 Salvador (BA)
- 07/06 Recife (PE)
- 14/06 Natal (RN)
- 05/07 Belém (PA)
- 10/07 São Luís (MA)
- 19/07 Belo Horizonte (MG)

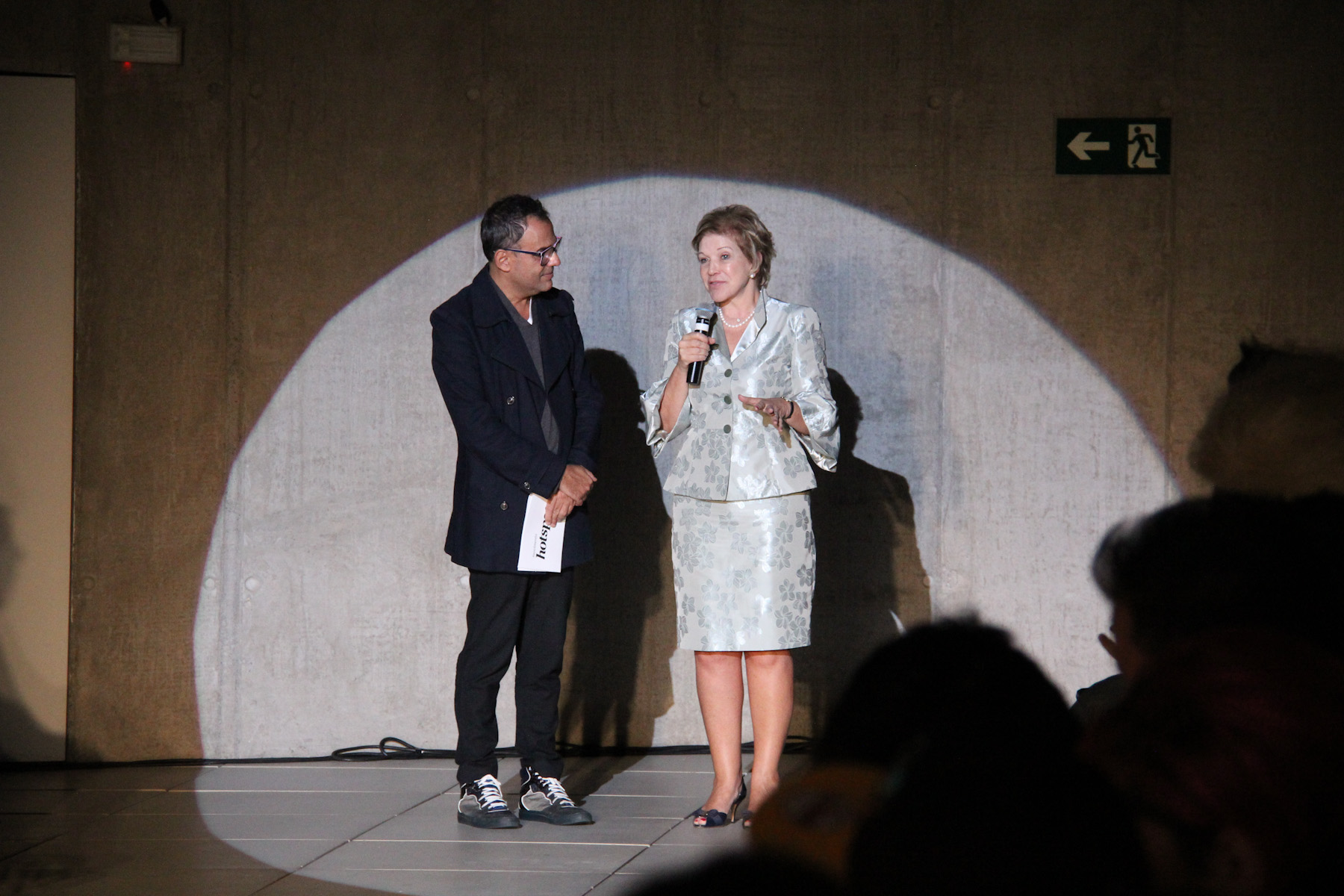
Paulo Borges, idealizador do SPFW com a Ministra da Cultura, Marta Suplicy, no Festival do Movimento HotSpot realizado no prédio do SEBRAE Nacional em Brasília em abril de 2013.

O Tanque de Ideias acontecerá no final de julho, com mentoria escolhida para cada grupo, quando acontecerá uma nova seleção para definir os 55 projetos que participação de atividades voltadas à criatividade propostas pelos patrocinadores e curadores. Após isto acontecerá a final onde serão anunciados os 13 vencedores.

### Premiação
Os escolhidos finais de todas as categorias exceto ideia e moda receberão R$10.000,00 cada. Para moda, além dos R$10.000,00, o vencedor receberá R$150.000,00 para criar uma coleção e apresenta-la no Fashion Rio ou SPFW. Na categoria de ideia serão escolhidos 3 vencedores para receber o prêmio de R$10.000,00 cada, sendo que a melhor ideia receberá R$200.000,00 como investimento para a realização e entrada no mercado.

### Curadores
- Arquitetura: Marcelo Rosenbaum e Greg Bousquet
- Beleza: Duda Molinos
- Cenografia: Muti Randolph
- Design: Waldick Jatobá
- Design Gráfico: Rogério Hideki e Mariana Ochs
- Filme e Vídeo: João Falcão
- Fotografia: Bob Wolfenson, Renato De Cara e Cristiano Mascaro
- Ideia: Ronaldo Lemos, Ronaldo Fraga, Rony Rodrigues, Alexandre Herchcovitch, Sergio Gwercman, Caio Túlio Costa, Lala Deheinzelin, Ilse Biason, Cid Torquato
- Ilustração: Graziela Peres e Speto
- Moda: Susana Barbosa e Paulo Martinez
- Música: José Flavio Junior

### Finalistas
- Ideia:  Argus Caruso Saturnino – “Bicicletovela anfíbia”, Manuela Marçal Yamada – “Projeto Botiá”,  Ana Luiza Moura Rocha – “Andale!”, Bruna Guimarães Neves – “DigiGlove”,  Felipe Zuccoli Rezende – “Hanger”, Djeison Moreira – “Dreabe Rede Social”, João Paulo Brandão Barboza – “FIBing – Consumo Colaborativo para uma Vida Radicalmente mais Feliz!”, Benedito Oliveira de Castro Filho – “ESTUDE PELO CELULAR”, Gabriella Maria de Oliveira Martins – “Werkbunds” e Andre Cruz – “Teo Da20″
- Design: Lucas Löff Ferreira Leite – “Cama Santos / Estante Galvão”, Studio Hylé – “Linha Jereré” e Fernanda Lemos Dubeux – “Verde”
- Música: Giovanna Suleiman – “Gigi Suleiman”, Amadeu Silva Fernandez – “Projeto Charmoso”, Arthur de Rezende Kunz e Silva – “Strobo", Antônio Vinícius – “Dibigode – Naturais e idênticos ao Natural de Pimentas da Jamaica e Preta” e Gustavo Cabeza – “Gustavo Cabeza” – \”Let me go\” (EP)
- Design Gráfico: Daniel Coronel – “Pinapipa”, Henrique Martins – “chove: uma narrativa visual”, Grazielle Bruscato Portella – “Presença + Percepção = Impressão”, Romeu Silveira – “U+MAG” e Thais Erre Felix – “¿Encontraría?” – “Retratos”, Libio Filho Matni Matos
- Filme e Vídeo: Pedro Pontoni – “And The Weather Has Changed”, Ricardo Zauza – “INSIGHT”, Matheus Mayer Mombelli – “Cada Um”, Patrick Marcelo Preato – “Ócio Vídeos” e Vinicius Bezerra de Castro – “Som na Sala”
- Arquitetura: Gustavo Correia Utrabo – “[DES]dobrar”, Luísa Pizzolatto Konzen – “MIS – Museu da Imagem e do Som do Rio Grande do Sul” e Emily Yoko Sato dos Santos – “Porthacker”
- Cenografia: Paulo Waisberg – “Aventuras Cenográficas”, Ricardo Coelho Almeida – “Tocável”, Gabriela Costa de Castro – “Loop”, Guilherme z p – “estufa de flores” e Lívia de Salvi Lazaneo – “Leques Trocados”
- Ilustrações: Ricardo Pirecco – “Busca – equilíbrio e muito trabalho”, Bruno Leal Mariano – “Vida em Movimento”, Marina Rebouças Martins – “\”Etiquetismo\”", Fabio Gurjao – “Arteplasticasexplosivas”  e Renato de Melo Medeiros – “Tecidos do Selo Voador”
- Moda: Marco Normando – “Próteses Ilusórias”, Lucas Leão – “O Século Vertical”, Bruno da Silva – “Antagonismo”, Kauê Cardoso Bueno da Silveira – “Do the charleston” e Laura/Lorena Andrade Vieira – “\”Em construção\”"
- Fotografia: Francisco Emídio Contente Pereira dos Santos – “Cobogó”, Leonardo Sombra de Araujo – “Paisagens Periféricas”, Poliana Pieratti – “pai quebradiço”, Alexandre Mury – “Autorretratos” e Micaela Wernicke – “Forma”
- Beleza: Lívia Tosta Albuquerque – “A Maquiagem Transforma!”, Juliana Dadalto – “Traço Indígena” e Jajá Menegotto – “Eyestencil”

### Vencedores
- Ideia: Manuela Marçal Yamada – “Projeto Botiá”  – Rio de Janeiro  (GRANDE PRÊMIO), Felipe Zuccoli Rezende – “Hanger” – São Paulo e Andre Cruz – “Teo Da20″ – Bahia
- Design: Lucas Löff Ferreira Leite – “Cama Santos / Estante Galvão” – Rio Grande do Sul
- Música: Giovanna Suleiman – “Gigi Suleiman” – São Paulo
- Design Gráfico: Daniel Coronel – “Pinapipa” – São Paulo
- Filme e Vídeo: Matheus Mayer Mombelli – “Cada Um” – Rio Grande do Sul
- Arquitetura: Gustavo Correia Utrabo – “[DES]dobrar” – Paraná
- Cenografia: Paulo Waisberg – “Aventuras Cenográficas” – Minas Gerais
- Ilustrações: Marina Rebouças Martins – “\”Etiquetismo\”” – São Paulo
- Moda: Laura/Lorena Andrade Vieira – “\”Em construção\”” – Minas Gerais
- Fotografia: Francisco Emidio Contente Pereira dos Santos – “Cobogó” – Pará
- Beleza: Juliana Dadalto – “Traço Indígena” – Espírito Santo
- WSGN: Argus Caruso Saturnino – “Bicicletovela anfíbia”  – Rio de Janeiro

## Edição 2014
A previsão é de que as novas inscrições aconteçam em abril de 2014.